# 8-я церемония «Грэмми»
8-я церемония вручения премий «Грэмми» состоялась 15 марта 1966 года в городах Чикаго, Лос-Анджелес, Нэшвилл & Нью-Йорк.

## Основная категория
- Запись года
  - Джерри Мосс (продюсер) & Герб Алперт за запись «A Taste of Honey» в исполнении Герб Алперт & the Tijuana Brass

- Альбом года
  - Sonny Burke (продюсер) & Фрэнк Синатра за альбом «September of My Years»

- Песня года
  - Johnny Mandel & Paul Francis Webster (авторы) за песню «The Shadow of Your Smile» (Love Theme From The Sandpiper) в исполнении Тони Беннетт

- Лучший новый исполнитель
  - Том Джонс

## Поп
- Лучшее женское вокальное поп-исполнение
  - Барбра Стрейзанд — «My Name Is Barbra»
- Лучшее мужское вокальное поп-исполнение
  - Фрэнк Синатра — «It Was a Very Good Year»
- Best Contemporary (R&R) Vocal Performance — Female
  - Петула Кларк — «I Know a Place»
- Best Contemporary (R&R) Vocal Performance, Male
  - Роджер Миллер — «King of the Road»
- Best Contemporary (R&R) Performance — Group (Vocal or Instrumental)
  - The Anita Kerr Quartette — «I Really Want to Know You»
- Best Contemporary (R&R) Single[англ.]
  - Роджер Миллер — «King of the Road»

## Кантри
- Лучшее женское кантри-исполнение
  - Джоди Миллер — «Queen of the House»
- Лучшее мужское кантри-исполнение
  - Роджер Миллер — «King of the Road»
- Best Country & Western Single
  - Роджер Миллер — «King of the Road»
- Best Country & Western Album
  - Роджер Миллер — The Return of Roger Miller
- Best New Country & Western Artist
  - The Statler Brothers

## R&B
- Лучшее R&B-исполнение
  - Джеймс Браун — «Papa’s Got a Brand New Bag»